# 第61回全日本大学バスケットボール選手権大会
第61回全日本大学バスケットボール選手権大会（だい61かい ぜんにほんだいがくバスケットボールせんしゅけんたいかい）は、2009年11月23日から29日（女子）ならびに12月2日から6日（男子）まで東京都渋谷区（女子）ならびに大阪府大阪市港区（男子）で行われた全日本大学バスケットボール選手権大会。

## 日程
女子
- 11月23日 - 女子1回戦
- 11月24日 - 女子1回戦
- 11月25日 - 女子1回戦・女子2回戦
- 11月26日 - 女子2回戦
- 11月27日 - 女子準々決勝
- 11月28日 - 女子5〜8位決定戦・女子準決勝
- 11月29日 - 女子順位決定戦・女子決勝・女子閉会式

男子
- 12月2日 - 男子1回戦
- 12月3日 - 男子2回戦
- 12月4日 - 男子準々決勝
- 12月5日 - 男子5〜8位決定戦・男子準決勝
- 12月6日 - 男子順位決定戦・男子決勝・男子閉会式

## 会場
男子
- 大阪市中央体育館

女子
- 代々木第二体育館

## 出場校

### 男子
北海道・東北
- 北海道1位 札幌大学（24年連続37回目）
- 北海道2位 北海学園大学（3年連続22回目）
- 東北1位 東北学院大学（16年連続47回目）
- 東北2位 富士大学（2年連続2回目）

関東
- 関東1位 日本大学（58年連続58回目）
- 関東2位 慶應義塾大学（12年連続53回目）
- 関東3位 青山学院大学（27年連続33回目）
- 関東4位 法政大学（10年連続49回目）
- 関東5位 東海大学（10年連続17回目）
- 関東6位 中央大学（4年連続52回目）
- 関東7位 筑波大学（61年連続61回目）
- 関東8位 専修大学（25年連続44回目）
- 関東9位 明治大学（16年連続56回目）
- 関東10位 拓殖大学（3年ぶり37回目）
- 関東11位 白鷗大学（2年ぶり2回目）
- 関東12位 早稲田大学（10年連続54回目）

北信越・東海
- 北信越1位 信州大学（2年連続6回目）
- 北信越2位 金沢工業大学（3年ぶり21回目）
- 東海1位 浜松大学（6年連続9回目）
- 東海2位 愛知学泉大学（22年連続22回目）
- 東海3位 中部学院大学（2年ぶり2回目）

近畿
- 関西1位 天理大学（3年連続14回目）
- 関西2位 京都産業大学（2年連続38回目）
- 関西3位 立命館大学（2年連続24回目）
- 関西4位 関西大学（2年連続29回目）
- 関西5位 関西学院大学（2年ぶり31回目）

中国・四国
- 中国1位 倉敷芸術科学大学（5年ぶり5回目）
- 中国2位 徳山大学（2年ぶり6回目）
- 四国1位 高知大学（7年ぶり16回目）

九州
- 九州1位 鹿屋体育大学（4年連続17回目）
- 九州2位 東海大学九州（3年連続9回目）
- 九州3位 九州産業大学（3年ぶり35回目）

### 女子
北海道・東北
- 北海道1位 北翔大学（4年ぶり32回目）
- 北海道2位 札幌大学（10年連続22回目）
- 東北1位 山形大学（5年連続25回目）
- 東北2位 仙台大学（2年連続12回目）

関東
- 関東1位 拓殖大学（5年連続9回目）
- 関東2位 筑波大学（55年連続55回目）
- 関東3位 松蔭大学（8年連続8回目）
- 関東4位 専修大学（26年連続26回目）
- 関東5位 早稲田大学（19年連続21回目）
- 関東6位 日本女子体育大学（55年連続55回目）
- 関東7位 白鷗大学（14年連続14回目）
- 関東8位 玉川大学（10年連続10回目）
- 関東9位 國學院大学（初出場）
- 関東10位 日本体育大学（55年連続55回目）
- 関東11位 順天堂大学（3年ぶり5回目）

北信越
- 北信越1位 新潟医療福祉大学（4年連続4回目）
- 北信越2位 信州大学（2年連続21回目）

東海
- 東海1位 愛知学泉大学（29年連続52回目）
- 東海2位 桜花学園大学（13年連続15回目）
- 東海3位 中京大学（3年連続23回目）

近畿
- 関西1位 大阪人間科学大学（33年連続33回目）
- 関西2位 大阪体育大学（40年連続40回目）
- 関西3位 関西外国語大学（4年連続13回目）
- 関西4位 立命館大学（15年連続15回目）
- 関西5位 武庫川女子大学（25年連続44回目）
- 関西6位 天理大学（2年連続32回目）
- 関西7位 大阪大谷大学（7年ぶり2回目）

中国・四国
- 中国1位 環太平洋大学（初出場）
- 中国2位 広島大学（15年連続31回目）
- 四国1位 愛媛女子短期大学（6年連続6回目）

九州
- 九州1位 鹿屋体育大学（17年連続22回目）
- 九州2位 西南女学院大学（2年連続7回目）

## 試合結果
男子
- O…大阪市中央体育館（A・B・C・D）

女子
- Y…代々木第二体育館

### 男子
1回戦
| 日時     | OA                            | OB                             | OC                        | OD                             |
| -------- | ----------------------------- | ------------------------------ | ------------------------- | ------------------------------ |
| 2日13:00 | 拓殖大 102 - 81 富士大        | 倉敷芸術科学大 39 - 113 明治大 | 筑波大 153 - 57 高知大    | 東海大九州 84 - 98 浜松大      |
| 2日14:40 | 中部学院大 60 - 111 白鷗大    | 鹿屋体育大 88 - 45 金沢工業大  | 徳山大 77 - 105 専修大    | 愛知学泉大 60 - 55 関西学院大  |
| 2日16:20 | 九州産業大 71 - 86 京都産業大 | 東海大 97 - 87 立命館大        | 早稲田大 64 - 69 天理大   | 中央大 89 - 60 東北学院大      |
| 2日18:00 | 日本大 140 - 64 信州大        | 札幌大 61 - 81 法政大          | 青山学院大 94 - 79 関西大 | 北海学園大 57 - 124 慶應義塾大 |

2回戦
| 日時     | OA                               | OB                            |
| -------- | -------------------------------- | ----------------------------- |
| 3日13:00 | 拓殖大 89 - 70 京都産業大        | 中央大 84 - 74 浜松大         |
| 3日14:40 | 東海大 85 - 76 明治大            | 筑波大 67 - 94 天理大         |
| 3日16:20 | 鹿屋体育大 101 - 97 法政大（OT） | 青山学院大 105 - 94 専修大    |
| 3日18:00 | 日本大 104 - 61 白鷗大           | 愛知学泉大 67 - 87 慶應義塾大 |

準々決勝
| 日時     | O                          |
| -------- | -------------------------- |
| 4日13:00 | 東海大 80 - 52 鹿屋体育大  |
| 4日14:40 | 青山学院大 71 - 67 天理大  |
| 4日16:20 | 中央大 77 - 101 慶應義塾大 |
| 4日18:00 | 日本大 83 - 72 拓殖大      |

5～8位決定戦
| 日時     | O                         |
| -------- | ------------------------- |
| 5日13:00 | 天理大 94 - 73 中央大     |
| 5日14:40 | 拓殖大 80 - 70 鹿屋体育大 |

準決勝
| 日時     | O                              |
| -------- | ------------------------------ |
| 5日16:20 | 青山学院大 99 - 113 慶應義塾大 |
| 5日18:00 | 日本大 74 - 70 東海大          |

7位決定戦
| 日時     | O                         |
| -------- | ------------------------- |
| 6日10:00 | 鹿屋体育大 83 - 65 中央大 |

5位決定戦
| 日時     | O                     |
| -------- | --------------------- |
| 6日11:40 | 拓殖大 73 - 86 天理大 |

3位決定戦
| 日時     | O                         |
| -------- | ------------------------- |
| 6日14:00 | 東海大 86 - 98 青山学院大 |

決勝
| 日時     | O                         |
| -------- | ------------------------- |
| 6日15:40 | 日本大 95 - 85 慶應義塾大 |

### 女子
1回戦
| 日時      | Y                                   |
| --------- | ----------------------------------- |
| 23日10:20 | 早稲田大 50 - 44 大阪大谷大         |
| 23日12:00 | 桜花学園大 55 - 63 立命館大         |
| 23日13:40 | 天理大 73 - 81 専修大（OT）         |
| 23日15:20 | 順天堂大 79 - 84 鹿屋体育大         |
| 23日17:00 | 大阪体育大 63 - 46 玉川大           |
| 23日18:40 | 拓殖大 133 - 59 愛媛女子短大        |
| 24日10:20 | 日本女子体育大 54 - 46 武庫川女子大 |
| 24日12:00 | 日本体育大 77 - 65 仙台大           |
| 24日13:40 | 関西外国語大 60 - 43 広島大         |
| 24日15:20 | 愛知学泉大 85 - 48 新潟医療福祉大   |
| 24日17:00 | 國學院大 68 - 69 山形大             |
| 24日18:40 | 環太平洋大 64 - 78 大阪人間科学大   |
| 25日10:20 | 信州大 66 - 87 白鷗大               |
| 25日12:00 | 西南女学院大 90 - 74 北翔大         |
| 25日13:40 | 松蔭大 78 - 53 札幌大               |
| 25日15:20 | 中京大 60 - 82 筑波大               |

2回戦
| 日時      | Y                                   |
| --------- | ----------------------------------- |
| 25日17:00 | 早稲田大 95 - 56 鹿屋体育大         |
| 25日18:40 | 拓殖大 86 - 60 専修大               |
| 26日10:20 | 日本女子体育大 64 - 83 山形大       |
| 26日12:00 | 松蔭大 75 - 64 白鷗大               |
| 26日13:40 | 西南女学院大 71 - 86 筑波大         |
| 26日15:20 | 大阪体育大 77 - 47 立命館大         |
| 26日17:00 | 愛知学泉大 66 - 57 日本体育大       |
| 26日18:40 | 関西外国語大 49 - 47 大阪人間科学大 |

準々決勝
| 日時      | Y                               |
| --------- | ------------------------------- |
| 27日13:00 | 松蔭大 55 - 78 筑波大           |
| 27日14:40 | 大阪体育大 88 - 51 山形大       |
| 27日16:20 | 愛知学泉大 88 - 73 関西外国語大 |
| 27日18:00 | 拓殖大 71 - 57 早稲田大         |

5～8位決定戦
| 日時      | Y                           |
| --------- | --------------------------- |
| 28日13:00 | 山形大 69 - 72 関西外国語大 |
| 28日14:40 | 早稲田大 62 - 73 松蔭大     |

準決勝
| 日時      | Y                             |
| --------- | ----------------------------- |
| 28日16:20 | 大阪体育大 51 - 73 愛知学泉大 |
| 28日18:00 | 拓殖大 59 - 61 筑波大         |

7位決定戦
| 日時      | Y                       |
| --------- | ----------------------- |
| 29日11:00 | 早稲田大 66 - 52 山形大 |

5位決定戦
| 日時      | Y                           |
| --------- | --------------------------- |
| 29日12:40 | 松蔭大 80 - 75 関西外国語大 |

3位決定戦
| 日時      | Y                               |
| --------- | ------------------------------- |
| 29日14:20 | 拓殖大 84 - 83 大阪体育大（OT） |

決勝
| 日時      | Y                               |
| --------- | ------------------------------- |
| 29日16:00 | 筑波大 87 - 85 愛知学泉大（OT） |

## 順位
| 順位   | 男子         | 男子          | 女子           | 女子         |
| 順位   | 大学名       | 備考          | 大学名         | 備考         |
| ------ | ------------ | ------------- | -------------- | ------------ |
| 優勝   | 日本大学     | 6年ぶり12回目 | 筑波大学       | 5年ぶり9回目 |
| 準優勝 | 慶應義塾大学 |               | 愛知学泉大学   |              |
| 3位    | 青山学院大学 |               | 拓殖大学       |              |
| 4位    | 東海大学     |               | 大阪体育大学   |              |
| 5位    | 天理大学     |               | 松蔭大学       |              |
| 6位    | 拓殖大学     |               | 関西外国語大学 |              |
| 7位    | 鹿屋体育大学 |               | 早稲田大学     |              |
| 8位    | 中央大学     |               | 山形大学       |              |

## 表彰
| タイトル       | 男子           | 男子               | 男子                        | 女子       | 女子               | 女子                        |
| タイトル       | 選手名         | 所属               | 備考                        | 選手名     | 所属               | 備考                        |
| -------------- | -------------- | ------------------ | --------------------------- | ---------- | ------------------ | --------------------------- |
| 得点王         | ファイ・サンバ | 天理大№10、3年     | 119点                       | 木村優里   | 松蔭大№6、3年      | 94点                        |
| 3P王           | 長谷川智伸     | 拓殖大№94、1年     | 18本                        | 木村優里   | 松蔭大№6、3年      | 15本                        |
| リバウンド王   | ファイ・サンバ | 天理大№10、3年     | OFF16REB DEF44REB 合計60REB | 宮森智子   | 大阪体育大№9、2年  | OFF16REB DEF29REB 合計45REB |
| アシスト王     | 二ノ宮康平     | 慶應義塾大№16、3年 | 22本                        | 竹本茜     | 大阪体育大№5、4年  | 13本                        |
| ディフェンス王 | 熊澤恭平       | 日本大№15、3年     |                             | 森ムチャ   | 拓殖大№8、3年      |                             |
| 優秀選手       | 中村将大       | 日本大№21、4年     |                             | 服部直子   | 筑波大№8、3年      |                             |
| 優秀選手       | 篠山竜青       | 日本大№9、3年      |                             | 福士佳恵   | 筑波大№13、3年     |                             |
| 優秀選手       | 田上和佳       | 慶應義塾大№4、4年  |                             | 杉山保奈美 | 愛知学泉大№4、4年  |                             |
| 優秀選手       | 比江島慎       | 青山学院大№16、1年 |                             | 小林彩     | 拓殖大№4、4年      |                             |
| 優秀選手       | 前村雄大       | 東海大№17、4年     |                             | 竹本茜     | 大阪体育大№5、4年  |                             |
| MIP            | 小林大祐       | 慶應義塾大№5、4年  |                             | 星希望     | 拓殖大№5、4年      |                             |
| 敢闘賞         | 小林大祐       | 慶應義塾大№5、4年  |                             | 園田奈緒   | 愛知学泉大№14、2年 |                             |
| MVP            | 栗原貴宏       | 日本大№4、4年      |                             | 大鷹さおり | 筑波大№4、4年      |                             |